# Santa Catarina Hueyatzacoalco
Santa Catarina Hueyatzacoalco (vocablo nahuatl que se traduce como "Lugar en la compuerta o tapadero grande") es una de las once comunidades, y junta auxiliar perteneciente al municipio de San Martín Texmelucan.

## Historia
Esta población aparece en la Matrícula de Huexotzinco, en la que refiere que estaba bajo la tutela de la comunidad de San Gregorio Aztotoacan, hoy perteneciente al municipio de San Salvador El Verde. 
Incluso el alemán Hanns Prem destaca que es una de las poblaciones en las que a la llegada de los españoles había naturales y el topónimo de la comunidad no tuvo modificaciones.
Ana Castilanxochitl vendió una cierta cantidad de terreno al sr. Diego Gaspar, con un precio de 7 pesos en el año de 1667.  También Elena Castilanxochitl vendió 21 hectáreas a 6 pesos, en el año de 1917 al señor Juan Luna (natural).

## Colindancias
La comunidad colinda con las comunidades de San Rafael Tlanalapan, San Cristóbal Tepatlaxco, San Juan Tuxco y El Mora, así como la ciudad de San Martín Texmelucan.
Actualmente sus pobladores además de dedicarse a la agricultora, debido a la instalación de fábricas, han encontrado como una fuente de trabajo en la industria como obreros, también participan en el ramo textil.

## Clima
Templado subhúmedo, con lluvias en verano

## Orografía
No tiene montañas, sus tierras de cultivo se regaron con las aguas del Río Acotzala.

## Festividades
Tiene dos festividades principales el 15 de agosto, en el que se celebra a la Virgen de la Asunción y la fiesta patronal la cual se celebra el 25 de noviembre, donde se celebra a Santa Catalina de Alejandría, Virgen y Mártir; aunque ésta fecha es movible debido a que prefieren realizar la fiesta los domingos.
No se debe de olvidar que participan en otras actividades religiosas como es la Semana Santa, la celebración del Día de Muertos, así como de las posada.